# Tiếng Mãn
Tiếng Mãn Châu hay Tiếng Mãn, thuộc ngữ hệ Tungus, là tiếng mẹ đẻ của người Mãn Châu ở vùng Đông Bắc Trung Quốc và từng là một trong những ngôn ngữ chính thức của triều đại nhà Thanh (1636-1912).
Thời Thanh, tiếng Mãn còn được gọi là Thanh ngữ hay Quốc ngữ, được xem là ngôn ngữ chính thức, vì vậy đến nay vẫn còn lưu lại rất nhiều văn hiến tiếng Mãn. Giai đoạn đầu, văn thư của nhà Thanh toàn bộ đều sử dụng tiếng Mãn để ghi chép. Sau khi nhập quan bắt đầu sử dụng song song Mãn - Hán. Vì giao lưu văn hóa mà tiếng Mãn xuất hiện rất nhiều từ mượn từ tiếng Mông Cổ hay tiếng Hán, đồng thời cũng có một bộ phận từ ngữ nguồn gốc từ các ngôn ngữ khác.
Đến thời Thanh mạt, một bộ phận lớn người Mãn chỉ biết tiếng Hán, còn tiếng Mãn dần dần suy thoái. Hiện nay, hầu hết người Mãn Châu nói tiếng Quan Thoại. Chỉ có chưa đến 70 người dùng tiếng Mãn Châu như tiếng mẹ đẻ hoặc pha trộn trong tổng số gần 10 triệu người Mãn Châu. Mặc dù tiếng Tích Bá, có 40.000 người sử dụng, được xem là giống với tiếng Mãn Châu, nhưng người nói tiếng Tích Bá lại sống ở miền viễn tây Tân Cương và là dân tộc khác với người Mãn Châu. Tiếng Mãn Châu đang có nguy cơ tuyệt chủng.

## Nguồn gốc

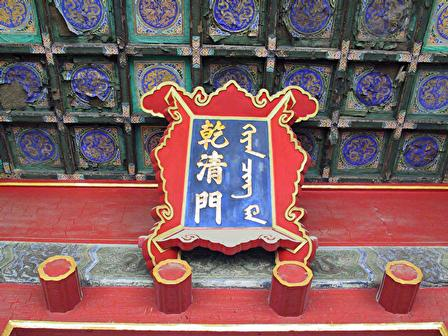
Hoành phi tại Càn Thanh môn của Càn Thanh Cung tại Tử Cấm Thành ở Bắc Kinh (bên trái là tiếng Hán: 乾清門, bên phải là ᡴᡳᠶᠠᠨ
ᠴᡳᠩ
ᠮᡝᠨ

### Trung Quốc đại lục

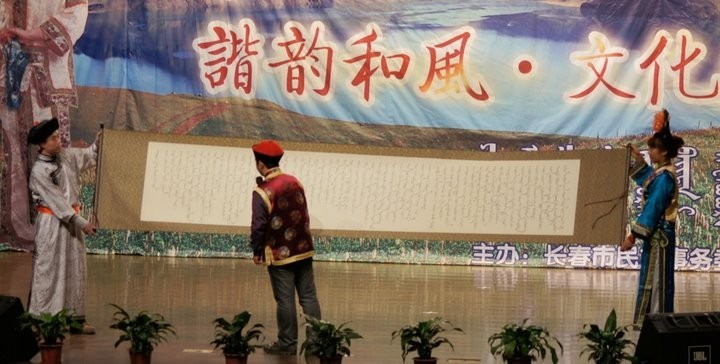
Ngày lễ [Ban kim tiết] truyền thống của người Mãn do thành phố Trường Xuân tổ chức vào năm 2011